# Benedito Gonçalves dos Santos
Benedito Gonçalves dos Santos (ur. 19 czerwca 1958 w Paracatu) – brazylijski duchowny rzymskokatolicki, od 2008 biskup Presidente Prudente.

## Życiorys
Święcenia prezbiteratu otrzymał 8 grudnia 1990 i został inkardynowany do diecezji Paracatu. Po święceniach został proboszczem parafii katedralnej, zaś w 1996 otrzymał także nominację na wikariusza generalnego diecezji.
16 kwietnia 2008 został prekonizowany biskupem Presidente Prudente. Sakry biskupiej udzielił mu 5 lipca 2008 bp Leonardo de Miranda Pereira.